# Кинцль, Вильгельм
Вильгельм Кинцль (нем. Wilhelm Kienzl; 17 января 1857, Вайценкирхен — 19 октября 1941, Вена) — австрийский композитор, дирижёр и музыковед.

## Биография
Вырос в Граце, где сделал первые шаги в игре на фортепиано в школе Иоганна Бувы, однако за отсутствием успехов перешёл к занятиям скрипкой под руководством концертмейстера городского оркестра Игнаца Уля, затем занимался композицией у Вильгельма Майера, брал также уроки фортепиано у Мортье-де-Фонтена, работавшего в этот период преимущественно в Мюнхене. Далее учился музыке в консерваториях Праги и Лейпцига, защитил диссертацию по музыковедению в Венском университете. Учителями Кинцля были в разное время Эдвард Ганслик, Ференц Лист и Йозеф Крейчи; последнему Кинцль обязан ранним знакомством с музыкой Вагнера: Крейчи взял его с собой в Байройт на премьеру «Кольца Нибелунгов», и вагнеровское понимание оперного жанра сильно повлияло на Кинцля.

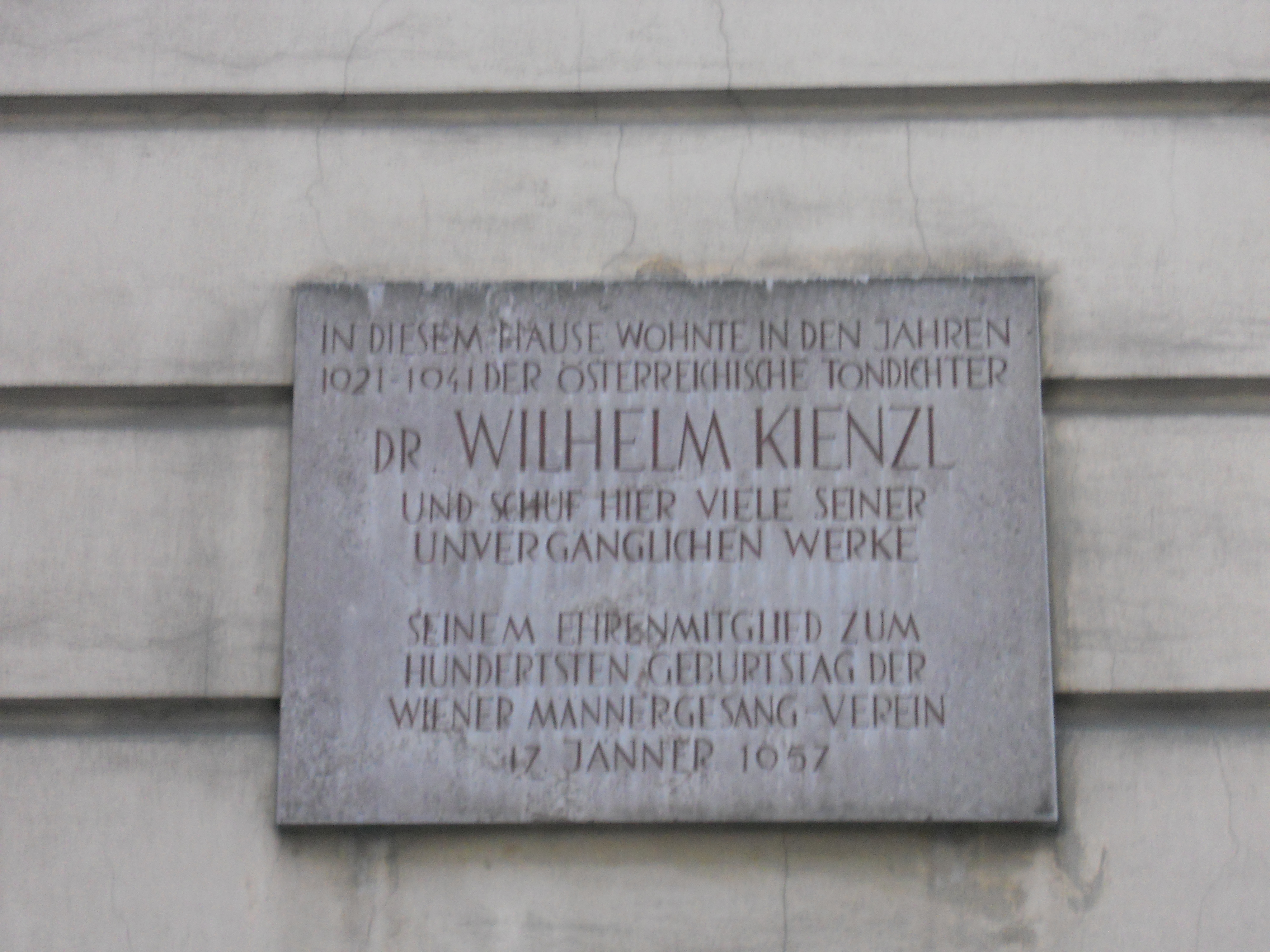
Мемориальная доска на доме Кинцля в Вене

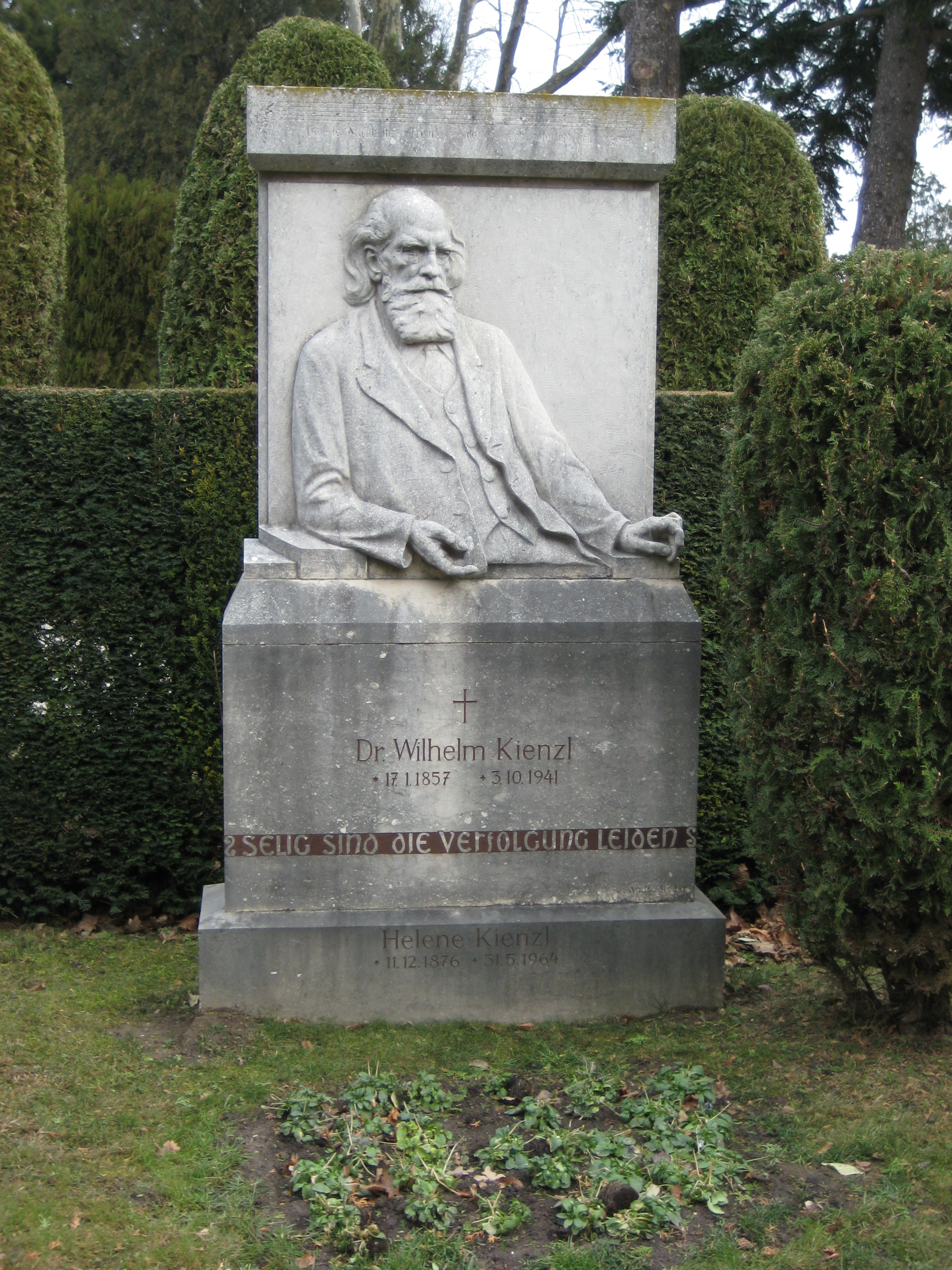
Могила Вильгельма Кинцля на Венском центральном кладбище

По преимуществу Кинцль был оперным композитором, и наибольшую известность принесла ему опера «Евангелист» (нем. Der Evangelimann; 1895). Другие его оперы: «Urvasi» (1886), «Heilmar der Narr» (1892), «Дон Кихот» (1898), «Der Kuhreigen» (1911). Кинцль считается также, наряду с Хуго Вольфом, важнейшим песенным композитором со времён Шуберта. Среди его обработок — и песни из собрания «Волшебный рог мальчика» (например, «An einen Boten»). В числе прочих малых вокальных произведений Кинцля был и первый государственный гимн Австрии (до 1929 г.).
Музыковедческие труды Кинцля включают биографию Вагнера (1904), книгу «Музыкальная декламация» (нем. «Die musikalische Declamation») и множество статей.

## Память
- Кинцль изображён на австрийской почтовой марке 2007 года[3].
- В Вене на доме, где жил композитор, установлена мемориальная доска.